# Myron Samuel
Pour les articles homonymes, voir Samuel (homonymie).
Myron Samuel (né le 19 décembre 1992) est un footballeur vincentais qui évolue au poste d'attaquant.
C'est le cousin de Shandel Samuel, de dix ans son aîné, le recordman de buts de l'équipe de Saint-Vincent-et-les-Grenadines.

## Biographie

### Équipe nationale
International vincentais depuis 2008, M. Samuel marque dès son deuxième match (contre Anguilla, le 17 septembre 2008). Il prend part avec son pays aux éliminatoires de la Coupe du monde en 2014 et 2018, pour un total de 12 matchs disputés et 4 buts marqués.
Il participe également aux tours préliminaires de qualification pour les Coupes caribéennes des nations de 2008, 2010, 2012, 2014 et 2017 (7 buts inscrits en tout).

#### Buts en sélection
| Buts en sélection de Myron Samuel | Buts en sélection de Myron Samuel | Buts en sélection de Myron Samuel                                        | Buts en sélection de Myron Samuel | Buts en sélection de Myron Samuel | Buts en sélection de Myron Samuel | Buts en sélection de Myron Samuel |
|                                   | Date                              | Lieu                                                                     | Adversaire                        | Score                             | Résultat                          | Compétition                       |
| --------------------------------- | --------------------------------- | ------------------------------------------------------------------------ | --------------------------------- | --------------------------------- | --------------------------------- | --------------------------------- |
| 1.                                | 17 septembre 2008                 | Stade Louis-Achille, Fort-de-France (Martinique)                         | Anguilla                          | 3-1                               | 3-1                               | CAR 2008                          |
| 2.                                | 10 septembre 2010                 | Vieux Fort National Stadium, Vieux Fort (Sainte-Lucie)                   | Sainte-Lucie                      | 2-1                               | 5-1                               | Amical                            |
| 3.                                | 10 septembre 2010                 | Vieux Fort National Stadium, Vieux Fort (Sainte-Lucie)                   | Sainte-Lucie                      | 3-1                               | 5-1                               | Amical                            |
| 4.                                | 18 septembre 2011                 | Arnos Vale Stadium, Kingstown (Saint-Vincent-et-les-Grenadines)          | Grenade                           | 1-0                               | 2-1                               | QCM 2014                          |
| 5.                                | 15 octobre 2011                   | Grenada National Stadium, St. George's (Grenade)                         | Grenade                           | 1-0                               | 1-1                               | QCM 2014                          |
| 6.                                | 1er septembre 2012                | Victoria Park, Kingstown (Saint-Vincent-et-les-Grenadines)               | Barbade                           | 1-0                               | 2-0                               | Amical                            |
| 7.                                | 21 octobre 2012                   | Beausejour Stadium, Gros Islet (Sainte-Lucie)                            | Guyana                            | 1-0                               | 2-1                               | CAR 2012                          |
| 8.                                | 25 octobre 2012                   | Beausejour Stadium, Gros Islet (Sainte-Lucie)                            | Curaçao                           | 4-0                               | 4-0                               | CAR 2012                          |
| 9.                                | 14 novembre 2012                  | Dwight Yorke Stadium, Bacolet (Trinité-et-Tobago)                        | Trinité-et-Tobago                 | 1-1                               | 1-1                               | CAR 2012                          |
| 10.                               | 5 septembre 2014                  | Antigua Recreation Ground, St. John's (Antigua-et-Barbuda)               | Anguilla                          | 1-0                               | 4-0                               | CAR 2014                          |
| 11.                               | 21 septembre 2014                 | A.O. Shirley Recreational Field, Road Town (Îles Vierges britanniques)   | Îles Vierges britanniques         | 1-0                               | 6-0                               | Amical                            |
| 12.                               | 8 octobre 2014                    | Stade René Serge Nabajoth, Les Abymes (Guadeloupe)                       | Guadeloupe                        | 1-1                               | 1-3                               | QCAR 2014                         |
| 13.                               | 12 mai 2015                       | Philip Marcellin Grounds, Vieux Fort (Sainte-Lucie)                      | Grenade                           | 2-1                               | 3-2                               | Amical                            |
| 14.                               | 12 mai 2015                       | Philip Marcellin Grounds, Vieux Fort (Sainte-Lucie)                      | Grenade                           | 3-2                               | 3-2                               | Amical                            |
| 15.                               | 14 mai 2015                       | Philip Marcellin Grounds, Vieux Fort (Sainte-Lucie)                      | Sainte-Lucie                      | 2-1                               | 2-1                               | Amical                            |
| 16.                               | 16 mai 2015                       | Philip Marcellin Grounds, Vieux Fort (Sainte-Lucie)                      | Dominique                         | 1-0                               | 1-0                               | Amical                            |
| 17.                               | 14 juin 2015                      | Providence Stadium, Georgetown (Guyana)                                  | Guyana                            | 1-0                               | 4-4                               | QCM 2018                          |
| 18.                               | 25 mars 2016                      | Arnos Vale Sporting Complex, Kingstown (Saint-Vincent-et-les-Grenadines) | Trinité-et-Tobago                 | 1-0                               | 2-3                               | QCM 2018                          |
| 19.                               | 4 juin 2016                       | André Kamperveen Stadion, Paramaribo (Suriname)                          | Suriname                          | 1-0                               | 1-2                               | QCAR 2017                         |
| 20.                               | 3 juillet 2017                    | Kirani James Athletic Stadium, St. George's (Grenade)                    | Grenade                           | 3-4                               | 3-4                               | Amical                            |
| 21.                               | 4 juillet 2017                    | Kirani James Athletic Stadium, St. George's (Grenade)                    | Barbade                           | 2-2                               | 4-2                               | Amical                            |
| 22.                               | 4 juillet 2017                    | Kirani James Athletic Stadium, St. George's (Grenade)                    | Barbade                           | 3-2                               | 4-2                               | Amical                            |
| 23.                               | 4 juillet 2017                    | Kirani James Athletic Stadium, St. George's (Grenade)                    | Barbade                           | 4-2                               | 4-2                               | Amical                            |

NB : Les scores sont affichés sans tenir compte du sens conventionnel en cas de match à l'extérieur (St.-Vincent-et-les-Gr. / Adversaire)

## Palmarès
Avec le Avenues United FC:
- Champion de Saint-Vincent-et-les-Grenadines en 2009-10, 2010-11 et 2012.

Avec le Rendezvous FC:
- Champion de Barbade de D2 en 2014.